# Brigida da Costa
Brigida da Costa ist eine osttimoresische Fußballspielerin.

## Karriere
Bei der Südostasienmeisterschaft 2019 stand Costa zum ersten Mal im Kader der osttimoresischen Nationalmannschaft. Am 19. August 2019 debütierte die Abwehrspielerin bei der 0:9-Niederlage gegen Thailand im Institute of Physical Education Chonburi Campus Stadium und spielte dabei über die volle Distanz. Mit Agia Bria, Letizia Soares, Virginia Branco und Zonalia Mendonça feierten außerdem vier Teamkolleginnen in dieser Partie ihren Einstand im Nationalteam. Weitere Einsätze für die Nationalmannschaft 2019 bestritt Costa während der Südostasienmeisterschaft nicht mehr.
Im Sommer 2020 spielte die Osttimoresin auf Vereinsebene für den Maranatha FC in der Liga Futebol Feto Timor-Leste.